# Maine Mariners (ECHL)
Maine Mariners je profesionální americký klub ledního hokeje, který sídlí v Portlandu ve státě Maine. Do ECHL vstoupil v ročníku 2018/19 a hraje v Severní divizi v rámci Východní konference. Své domácí zápasy odehrává v hale Cross Insurance Arena s kapacitou 6 206 diváků. Klubové barvy jsou modrá, zelená, stříbrná a bílá. Jedná se o farmu klubů New York Rangers (NHL) a Hartford Wolf Pack (AHL).
Založen byl v roce 2017 po přestěhování týmu Alaska Aces do Portlandu.

## Přehled ligové účasti
Zdroj:
- 2018– : East Coast Hockey League (Severní divize)